# Droga krajowa B322 (Niemcy)
Droga krajowa 322 (Bundesstraße 322, B 322) – niemiecka droga krajowa przebiegająca od skrzyżowania na obwodnicy Delmenhorst z autostradą A28 i B75 do drogi B6 na południe od Bremy w Dolnej Saksonii.

## Trasy europejskie
Droga pomiędzy skrzyżowaniem z autostradą A28 a węzłem Dreieck Stuhr na autostradzie A1 jest częścią trasy europejskiej E22 (ok. 4 km).